# Gerhard Auer
Gerhard Auer (ur. 29 czerwca 1943 w Teplej, zm. 21 września 2019 w Rodalben) – niemiecki wioślarz reprezentujący RFN, mistrz olimpijski i mistrz świata.

## Kariera sportowa
Wystąpił na igrzyskach olimpijskich w Monachium w 1971, gdzie osada RFN w składzie: Peter Berger, Hans-Johann Färber, Gerhard Auer, Alois Bierl i Uwe Benter (sternik) zdobyła złoty medal w tej samej konkurencji. W finale o 1,45 sekundy pokonali osadę NRD, a o 3,79 sekundy wyprzedzili osadę Czechosłowacji. Był to jego jedyny start olimpijski.
W czwórkach ze sternikiem Peter Berger, Hans-Johann Färber, Gerhard Auer, Alois Bierl i Stefan Voncken (sternik) zdobyli też złoty medal na mistrzostwach świata w St. Catharines (1970).
Ponadto zwyciężał w czwórkach ze sternikiem na mistrzostwach Europy w Klagenfurcie (1969) i mistrzostwach Europy w Kopenhadze (1971).
Odznaczony Srebrnym Liściem Laurowym, najwyższym sportowym odznaczeniem państwowym. Po zakończeniu kariery był CEO firmy produkującej meble z drewna.